# Saccharomycetales
Saccharomycetales es un orden en el reino de los Fungi (hongos) que comprende las levaduras.

## Familias
Ascoideaceae

Cephaloascaceae

Dipodascaceae

Endomycetaceae

Eremotheciaceae

Lipomycetaceae

Metschnikowiaceae

Phaffomycetaceae

Saccharomycetaceae

Saccharomycodaceae

Saccharomycopsidaceae